# Johannes Komnenos (Sohn Andronikos’ I.)
Johannes Komnenos (mittelgriechisch Ἰωάννης Κομνηνός; * August/September 1159 in Konstantinopel; † kurz nach 12. September 1185 in Thrakien) war von 1184 bis zu seinem Tod byzantinischer Mitkaiser.

## Leben
Johannes war der zweitälteste (legitime) Sohn des späteren Kaisers Andronikos Kommenos und dessen namentlich nicht bekannter erster Frau. Er wurde 1158 im Gefängnis gezeugt, unmittelbar bevor seinem Vater die Flucht aus der Haft glückte, die nach einem gescheiterten Usurpationsversuch 1155 über ihn verhängt worden war.
Johannes und sein älterer Bruder Manuel wurden am Hofe Kaiser Manuels I. erzogen, doch hielt sich Johannes zeitweise auch bei seinem Vater in Oinaion auf. Als nach Manuels Tod 1180 die Kaiserwitwe Maria von Antiochia zusammen mit ihrem Günstling, dem Protosebastos Alexios Komnenos, die Regentschaft für ihren minderjährigen Sohn Alexios II. übernahm, meldete Andronikos Komnenos von Kleinasien aus erneut Ansprüche auf den Thron an. Johannes und Manuel wurden daraufhin in Ketten gelegt, kamen aber wieder frei, als ihr Vater im Mai 1182 in Konstantinopel einzog und die Macht übernahm. Andronikos gab sich zunächst offiziell mit dem Rang eines Mitregenten neben Alexios II. zufrieden. Dieses Arrangement wurde jedoch im darauffolgenden Jahr beendet, als Andronikos den jungen Kaiser wie auch dessen Mutter umbringen ließ.
Johannes Komnenos wurde von seinem Vater, der nunmehr ranghöchster Basileus war, 1184 zum Mitkaiser erhoben, nachdem der präsumtive Thronfolger, sein Schwager  Alexios Komnenos, wegen eines Umsturzversuchs in Ungnade gefallen und eingekerkert worden war. Johannes’ Bruder Manuel, obwohl der deutlich ältere, musste sich weiterhin mit dem Rang eines Sebastokrators zufriedengeben. Im Sommer 1185 kommandierte Johannes eine der vier Divisionen, die Andronikos I. gegen die auf Konstantinopel vorrückenden Normannen unter dem Prätendenten Alexios Komnenos ins Feld schickte.
Im Gegensatz zu seinem Bruder beteiligte sich Johannes offenbar aktiv an der Schreckensherrschaft ihres Vaters, die letztlich im September 1185 zu seinem gewaltsamen Sturz durch den Usurpator Isaak Angelos führte: Andronikos I. wurde vom aufgebrachten Hauptstadtmob grausam gelyncht. Als die Nachricht vom Tod des Kaisers die Truppen in Philippopel erreichte, wurde auch Johannes als Mitkaiser abgesetzt und geblendet; er starb wenig später an seinen schweren Verletzungen. Sein Bruder Manuel, den Andronikos I. im letzten Augenblick noch als Thronerben hatte einsetzen wollen, erlitt das gleiche Schicksal.